# Walter Schütz (Politiker, 1897)

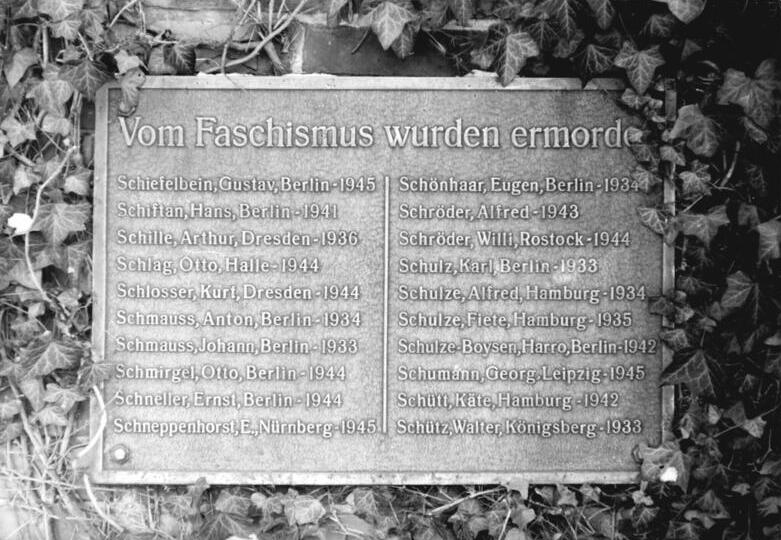
Gedenktafel für Walter Schütz und andere auf dem Friedhof der Sozialisten

Walter Schütz (* 25. Oktober 1897 in Wehlau; † 29. März 1933 SA-Kaserne in Königsberg) war ein deutscher Politiker (KPD).

## Leben und Wirken
Schütz besuchte die Volksschule. Anschließend wurde er zum Maschinenschlosser ausgebildet. Später arbeitete er in diesem Beruf unter anderem in den städtischen Elektrizitätswerken von Königsberg.
Nach dem Ersten Weltkrieg lebte Schütz als Automechaniker in Königsberg. Zu dieser Zeit heiratete er auch. Aus der Ehe ging mindestens ein Sohn, Gustav Schütz, hervor. 1919 schloss er sich der Kommunistischen Partei Deutschlands (KPD) an. Innerhalb der kommunistischen Bewegung machte Schütz rasch Karriere, sodass er schließlich zum Vorsitzenden der KPD in Ostpreußen aufstieg. Außerdem wurde er Chefredakteur der in Ost- und Westpreußen erscheinenden kommunistischen Zeitung Echo des Ostens, die von sich selbst (fälschlicherweise) behauptete, die meistgelesene Zeitung dieser Provinzen zu sein.
Im September 1930 wurde Schütz für die KPD in den Reichstag gewählt, in dem er den Wahlkreis 1 (Ostpreußen) vertrat. Er gehörte dem Weimarer Parlament in der Folge über drei Legislaturperioden bis zum März 1933 an. Eine Bekannte beschrieb Schütz für diese Zeit wie folgt: „Ein kleiner, schlanker drahtiger Mann, der in einem breiten ostpreußischen Dialekt auf den Versammlungen in Dörfern und Städten sprach. Er kam immer gut an.“
Nach dem Reichstagsbrand im Februar 1933 wurde Schütz laut dem 1933 erschienenen Braunbuch über Reichstagsbrand und Hitlerterror in den Morgenstunden des 29. März 1933 verhaftet. Kurze Zeit später starb er während seiner Haftzeit, mit hoher Wahrscheinlichkeit aufgrund von Misshandlung und Folter. Ein illegales Flugblatt mit der Überschrift Alarm! Lesen und Weitergeben! Alarm!, das im April 1933 in Ostpreußen kursierte, behauptete die folgenden Todesumstände: Schütz sei am 27. oder 29. März „um 2.30 Uhr“ in eine SA-Kaserne verschleppt worden und dort „im Verlauf von 12 Stunden zu einer formlosen unkenntlichen Masse zertreten, zerschlagen und zerstochen“ worden. Anschließend sei er in ein Krankenhaus gebracht worden. Am Abend des 29. März sei er seinen Verletzungen erlegen und „eine Leiche“ gewesen. Der Totenschein habe auf Anordnung der SA auf „Herzschlag“ ausgestellt werden müssen. Am 3. April sei er dann „wie ein wildes Tier verscharrt“ worden. Sein Tod sei von den Zeitungen verschwiegen worden, das Krankenhauspersonal sei durch Drohungen mundtot gemacht worden. Schütz’ Witwe sei während dieser Tage in „Schutzhaft“ genommen worden. Außerdem habe sie nach der Beerdigung ein Revers unterschreiben müssen, „nach dem sie sich zum Schweigen verpflichtete, widrigenfalls sie sofort eingekerkert und mit dem Schicksal ihres Mannes bedroht würde.“

## Familie
Maximilian Scheer gibt in seinem Werk Blut und Ehre an, dass die Tochter des „komm[unistischen] M.d.R.“ Schütz während einer von der nationalsozialistischen Gauleitung in Königsberg organisierten Terroraktion am 1. August 1932 ums Leben gekommen sei. Da es keinen anderen kommunistischen Abgeordneten mit Namen Schütz gab, bezieht sich dies sehr wahrscheinlich auf Walter Schütz. In dem zeitgenössischen Zeitungsartikel "Sprengstoff-Attentate in Königsberg und Braunschweig" wird berichtet, dass unbekannte Täter am 1. August in Schützs Wohnung eindrangen und zahlreiche Schüsse abgaben, wobei Schützs Tochter schwer verletzt worden sei. Demgegenüber behauptete ein Freund von Schütz, dass „ein junges Mädchen namens Erna Kappus“ bei dem Überfall auf Schützs Wohnung verwundet wurde.

## Gedenken

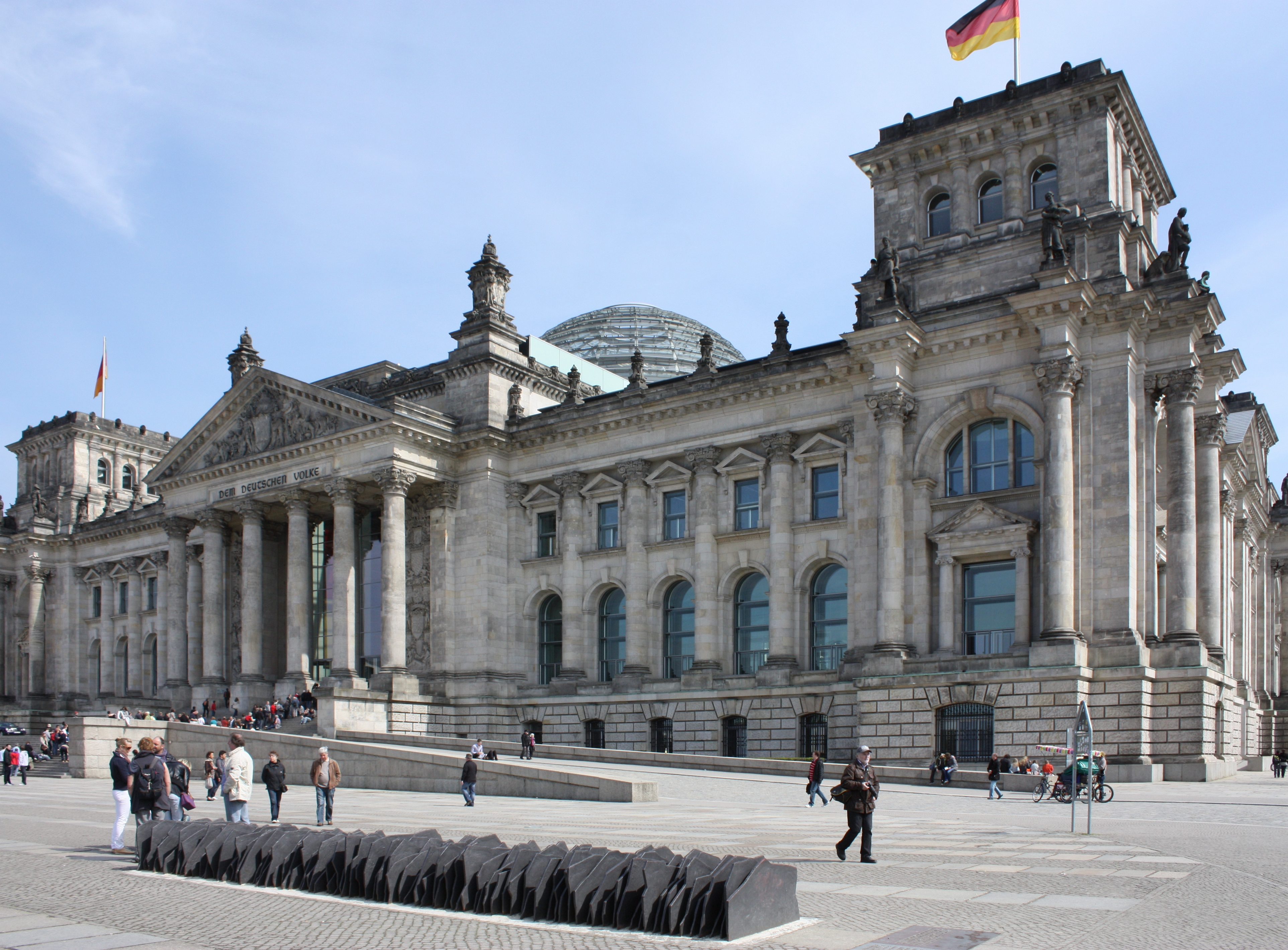
Gedenktafeln am Reichstag

Seit 1992 erinnert in Berlin in der Nähe des Reichstags eine der 96 Gedenktafeln für von den Nationalsozialisten ermordete Reichstagsabgeordnete an Schütz.